# Caisse nationale du logement
Pour les articles homonymes, voir CNL.
 (août 2019).
La Caisse nationale du logement (CNL) est un organisme public algérien sous tutelle du Ministère algérien de l'Habitat, de l'Urbanisme et de la Ville. Son siège est situé à Alger.